# Arka Gdynia

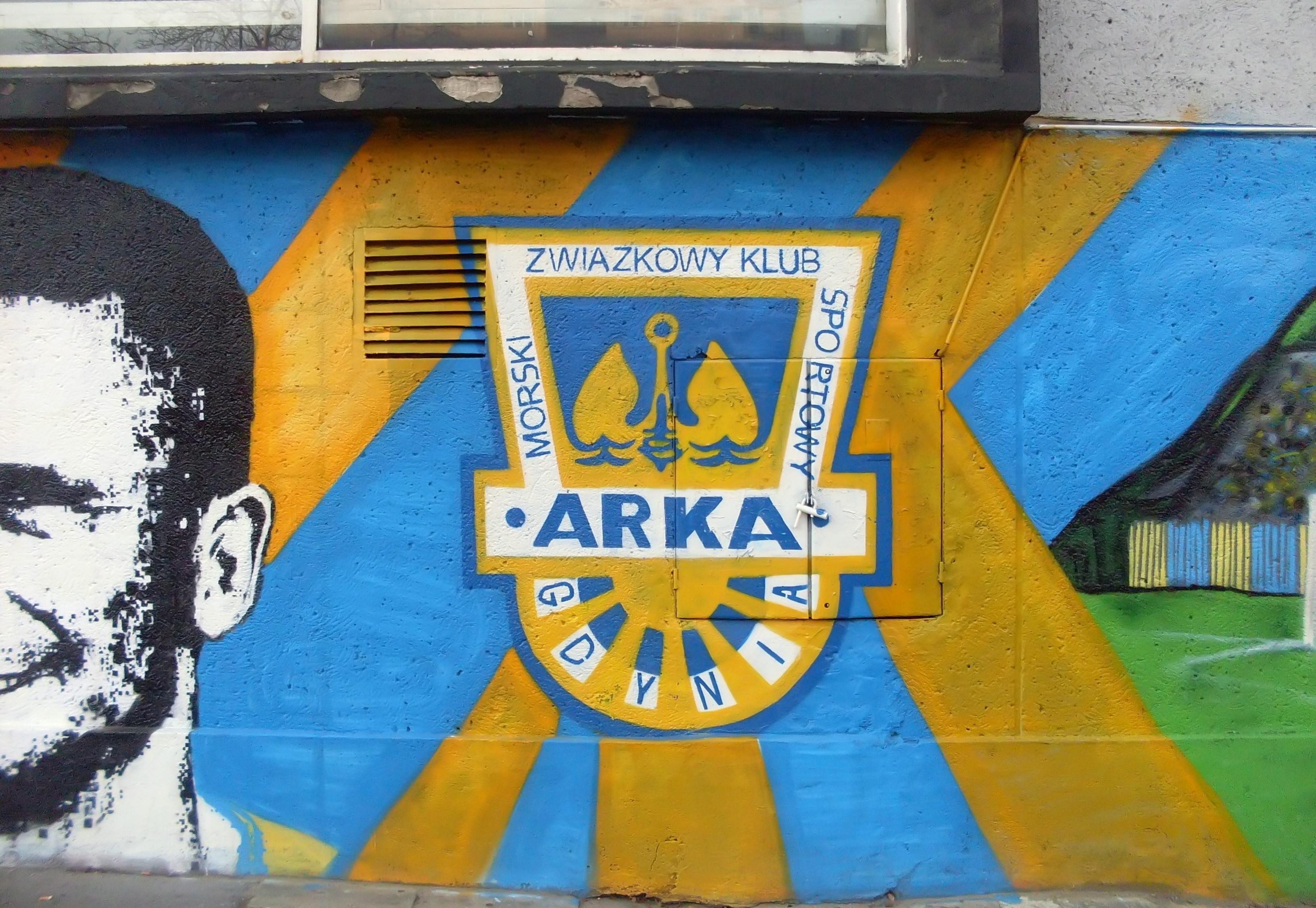
Graffiti s logem klubu

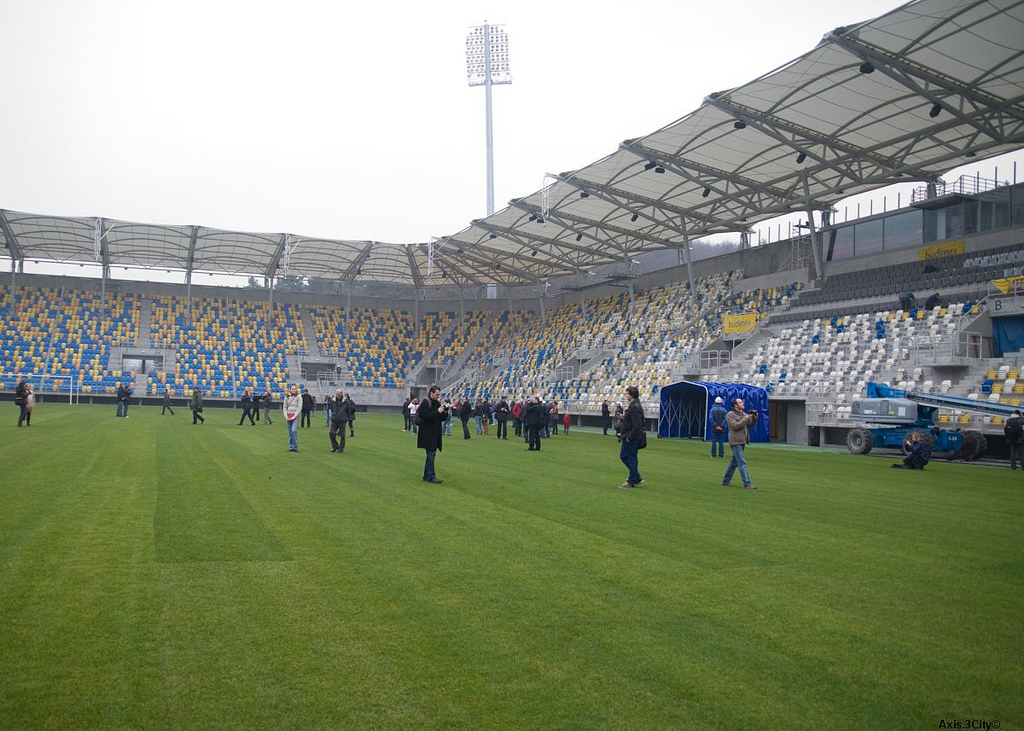
Stadion GOSiR

MZKS Arka Gdynia (celým názvem Morski Związkowy Klub Sportowy Arka Gdynia) je polský fotbalový klub sídlící v přístavním městě Gdyně v Pomořském vojvodství. Byl založen v roce 1929 pod názvem Klub Sportowy Gdynia. Hřištěm klubu je městský stadion v Gdyni (dříve GOSiR) s kapacitou 15 139 diváků. Klubové barvy jsou žlutá a modrá. V klubovém emblému je lodní kotva.

## Úspěchy
- 2× vítěz polského fotbalového poháru (1978/79, 2016/17)[2][3]
- 2× vítěz polského Superpoháru (2017, 2018)[4][5]

## Soupiska
K 22. 8. 2018.
| Číslo |                                | Pozice | Hráč              |
| ----- | ------------------------------ | ------ | ----------------- |
| 1     | Lotyšsko                       | B      | Pāvels Šteinbors  |
| 2     | Polsko                         | O      | Tadeusz Socha     |
| 3     | Konžská demokratická republika | O      | Christian Maghoma |
| 4     | Polsko                         | O      | Dawid Sołdecki    |
| 6     | Dánsko                         | O      | Frederik Helstrup |
| 7     | Polsko                         | Ú      | Maciej Jankowski  |
| 8     | Brazílie                       | Z      | Marcus Vinicius   |
| 9     | Maroko                         | Z      | Nabil Aankour     |
| 10    | Gruzie                         | Z      | Luka Zarandia     |
| 11    | Polsko                         | Ú      | Rafał Siemaszko   |
| 14    | Polsko                         | Z      | Michał Nalepa     |
| 17    | Polsko                         | O      | Adam Marciniak    |

| Číslo |            | Pozice | Hráč                |
| ----- | ---------- | ------ | ------------------- |
| 18    | Polsko     | Z      | Karol Danielak      |
| 19    | Polsko     | Z      | Adrian Klimczak     |
| 20    | Slovinsko  | Z      | Goran Cvijanović    |
| 22    | Polsko     | Z      | Michał Janota       |
| 23    | Chorvatsko | O      | Luka Marić          |
| 30    | Polsko     | B      | Kacper Krzepisz     |
| 31    | Polsko     | Ú      | Jan Łoś             |
| 33    | Polsko     | O      | Damian Zbozień      |
| 44    | Polsko     | O      | Robert Sulewski     |
| 90    | Ukrajina   | Z      | Andriy Bohdanov     |
| 92    | Bulharsko  | Ú      | Aleksandar Kolev    |
| 97    | Polsko     | B      | Marcin Staniszewski |

## Historie
Známí hráči
- Petr Benát
- Rafał Grzelak
- Andrij Hryščenko
- Tomasz Jarzębowski
- Bartosz Karwan
- Janusz Kupcewicz
- Adam Musiał
- Charles Nwaogu
- Maciej Scherfchen
- Andrzej Szarmach
- Zbigniew Zakrzewski
- Dariusz Żuraw
- Tomasz Korynt